# Diego Méndez de Segura

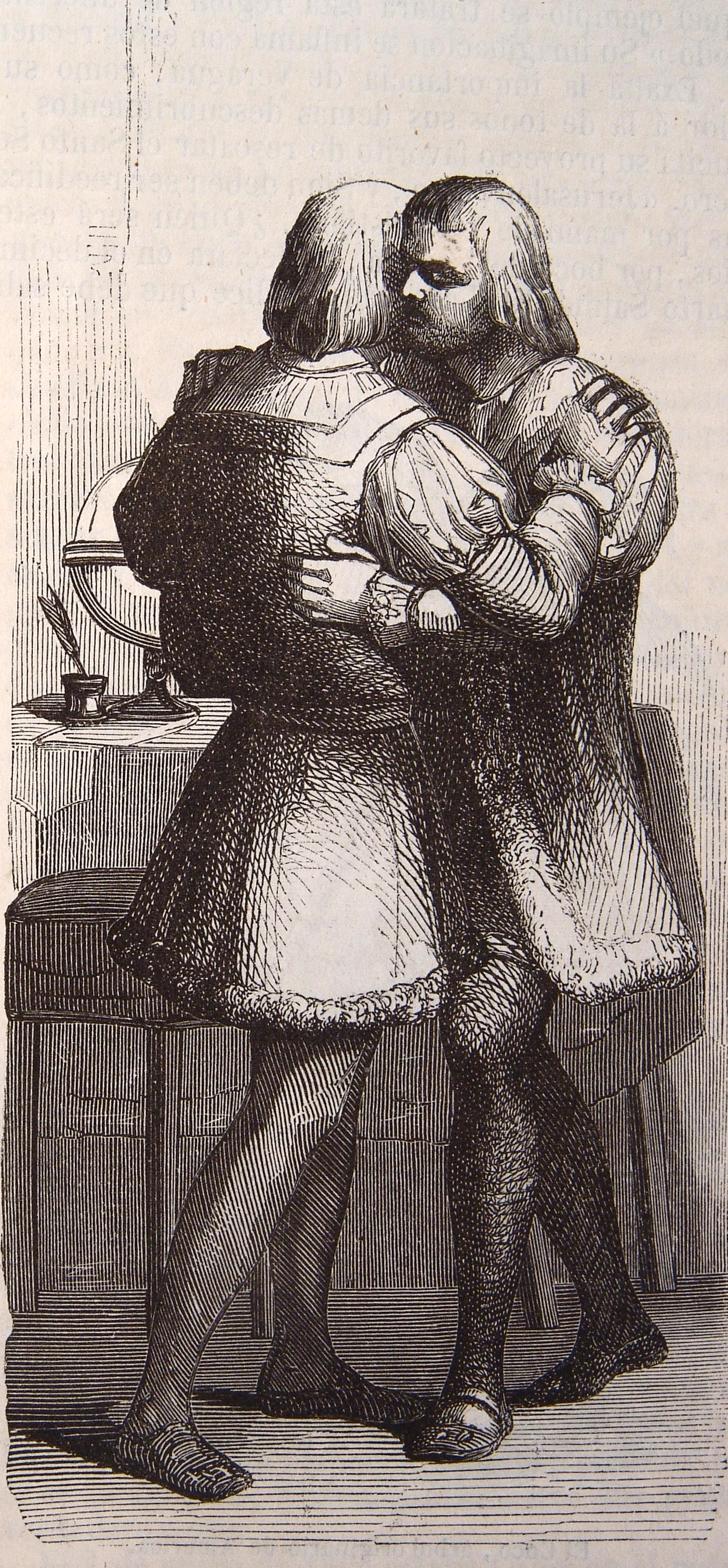
Colón abraza a Diego Méndez en agradecimiento por su lealtad y valentía.

Diego Méndez de Segura (Zamora, 1475 - Valladolid, 1536) fue uno de los protagonistas del cuarto viaje de Colón al Nuevo Mundo (1502-1504) y autor, en su testamento, de una de las fuentes para el conocimiento de este viaje.

## Origen
Nació, probablemente en Zamora, en 1475. Según declaró en su testamento, su padre se llamaba Garcí Méndez, era natural de Zamora y fue contino del rey Enrique IV. Partidario de la princesa Doña Juana, se exilió en Portugal tras la Guerra de Sucesión Castellana. La madre de Diego murió cuando él era niño. Diego se educó en casa del Conde de Penamacor, en el sur de Portugal, con el que haría numerosos viajes, por Francia, Inglaterra, Flandes, Noruega y Dinamarca. Entre 1492 y 1494 estuvo en Barcelona, donde fallecería su Conde protector. Diego pasó entonces al servicio de los Colón.

## Cuarto viaje de Colón
Participó en el cuarto viaje colombino (1502) como escribano mayor de la armada.
Su acción más notable es la que realizó en julio de 1503 a raíz del naufragio de lo que quedaba de la armadilla del Almirante en la bahía de Santa Ana (Jamaica). Los españoles quedaron aislados y Cristóbal Colón pidió a Méndez que tratara de alcanzar Santo Domingo en canoa para informar del naufragio y comprar una nave de socorro con la que poder salir de Jamaica. Para ello aprestaron una canoa indígena (según Hernando Colón, fueron dos canoas; la otra, al mando del genovés  Bartolomé Fieschi) que habían comprado por trueque, como Méndez describió en su relación: “yo puse mi canoa a monte y le eché una quilla postiza, y le di su vela y sebo, y en la popa y proa clavéle algunas tablas para defensa de la mar, que no se me entrase, como hiciera siendo rasa; y púsele un mástil y su vela” Los dos españoles y seis indios se trasladaron a la punta más oriental de Jamaica, con objeto de acortar la travesía marítima. Allí esperaron que la mar estuviera en calma pero durante la espera los indígenas del lugar les atacaron y tuvieron que regresar al punto de partida.
Méndez preparó entonces otra salida con el apoyo de 70 españoles al mando de Bartolomé Colón, y llevando más barriles de agua y comida. Esta vez sí consiguió hacerse a la mar desde la punta oriental de Jamaica para cruzar las 34 leguas que le separaban de Santo Domingo.  Según Hernando Colón, que cita una carta enviada posteriormente por Méndez, la travesía fue espantosa, muriendo de sed y agotamiento muchos indios y salvándose solo por haber alcanzado la isleta rocosa de Navasa. Desde allí pasaron a cabo Tiburón, en la Española. Méndez afirma que la travesía duró en total cinco días y cuatro noches. Según Hernando Colón, en ese momento Fieschi tenía que haber regresado con su canoa a Jamaica para dar la buena noticia pero no lo hizo porque nadie quiso hacer la travesía con él.
Luego Méndez se dirigió a pie hacia Santo Domingo y encontró al gobernador Ovando en la península de Jaraguá. El Gobernador no se apresuró a ayudarle, pues temió que se tratara de una argucia de Colón para ir a la isla Española, que tenía prohibido tocar por orden expresa de los Reyes. Sin embargo, al cabo de varios meses (ya en 1504), convencido al fin de la situación real, autorizó a Méndez para ir a la capital y comprar allí una nave para socorrer al Almirante. Cuando por fin llegaron tres naos desde España, Méndez fletó una y la cargó con provisiones con destino a Jamaica.  En ella regresarían sus compañeros a la Española, mientras el propio Méndez se embarcó en una de las otras dos naves para llevar a España cuanto antes una carta que le había confiado el Almirante, dirigida a los Reyes Católicos, fechada en Jamaica el 7 de julio de 1503 y que se conoce hoy día como "Carta de Jamaica".
En su testamento, otorgado en Valladolid en junio de 1536 (año de su fallecimiento), Méndez hizo su relato personal del cuarto viaje de Colón, que Fernández de Navarrete publicó en 1825.

## Regreso a las Indias
En recompensa de sus servicios, Cristóbal Colón y su hijo Diego le prometieron a Diego Méndez el cargo de alguacil mayor de La Española.  Méndez fue armado Caballero de la orden de la Espuela de Oro por Fernando el Católico el año 1508. Tras intervenir a favor de Diego Colón en los Pleitos Colombinos, volvió a las Indias al año siguiente, esta vez como secretario y contador del segundo almirante. Para su decepción, en 1510 don Diego otorgó el cargo de alguacil mayor a un criado de su tío Bartolomé Colón. Méndez tuvo que conformarse con una encomienda de 80 indios y en 1514 consiguió otro repartimiento de naturales. Fue siempre un criado fiel a la familia Colón. En 1517 se casó con Francisca de Ribera, con la que tuvo dos hijos. Ese mismo año visitó la corte de Carlos I en Flandes para tratar algunos asuntos colombinos.
Finalmente, en 1522 alcanzó su sueño de ser nombrado alguacil mayor de La Española.[cita requerida] Enfermó e hizo testamento el 6 de junio de 1536 en Valladolid, ciudad en la que falleció el 8 de diciembre siguiente. Dispuso que en su sepultura se colocase una leyenda con sus servicios y “En medio de la dicha piedra se haga una canoa, que es un madero cavado en que los indios navegan, porque en otra tal navegó 300 leguas, y encima pongan unas letras que digan: canoa”.